# Jean Arthuis
Jean Arthuis (Saint-Martin-du-Bois, 7 ottobre 1944) è un politico francese, deputato europeo, presidente di Alleanza Centrista, un nuovo partito fondato il 27 giugno 2009.
Diventa vicepresidente dell'Unione dei Democratici e Indipendenti il 18 settembre 2012.
Diventa sindaco di Château-Gontier dove abita sin l'infanzia. Diventa vicepresidente del dipartimento della Mayenne nel 1982 e senatore nel 1983. Per la presidenziale del 2007, elabora il programma economico di François Bayrou ma si allontana dal Movimento Democratico da lui fondato perché è restio a lasciare la "Majorité présidentielle" di destra. Dopo aver ufficialmente lasciato il MoDem nell'aprile 2008, crea un'associazione detta "Rassembler les centristes" (riunire i centristi) che diventa un partito politico nel 2009: l'Alleanza Centrista.
Si è diplomato Audencia.

## Carriera politica
- 1971 - 1995: sindaco di Château-Gontier
- 1983 - 1986: senatore della Mayenne
- 1986 - 1987: segretario di Stato presso il ministro degli Affari sociali e dell'Impiego (Governo Chirac II)
- 1987 - 1988: segretario di Stato con l'incarico del Consumo, della Concorrenza e (dal 17 ottobre 1987) della Partecipazione (Governo Chirac II)
- 1988 - 1995: senatore de la Mayenne
- 1992-2014: presidente del Consiglio generale della Mayenne
- 17 maggio 1995 - 26 agosto 1995:  ministro dello Sviluppo economico e della Pianificazione (governo Alain Juppé)
- 26 agosto 1995 - 7 novembre 1995: ministro dell'Economia, delle Finanze e (fino al 7 novembre 1995) della Pianificazione, a seguito delle dimissioni di Alain Madelin) (governo Alain Juppé)
- 7 novembre 1995 - 2 giugno 1997: ministro dell'Economia e delle Finanze (secondo governo Juppé)
- 21 settembre 1997-30 giugno 2014: senatore della Mayenne
- 1998 - 2002: presidente del gruppo politico Union centriste (UC) al Senato.
- 18 luglio 2002 - 6 ottobre 2011: presidente della commissione Finanze, del Controllo del Bilancio e dei Conti economici della Nazione del Senato.
- 1º luglio 2014: deputato europeo, presidente della commissione dei Bilanci.